# 王伟成
王伟成（1951年8月—），男，汉族，江苏江阴人，中华人民共和国政治人物，曾任常州市人民政府市长，第十一届全国人民代表大会江苏地区代表。

## 生平
王伟成毕业于苏州教育学院政治专业。1975年6月加入中国共产党。2008年起担任全国人大代表。